# 布拉德·扬
布拉德·扬（英語：Brad Young，1973年2月23日—），澳大利亚男子板球运动员。他曾代表澳大利亚国家队参加1998年英联邦运动会板球比赛，获得一枚银牌。